# Ыллымах
Ыллыма́х — село в Алданском районе Республики Саха (Якутия) Российской Федерации. Входит в состав муниципального образования «Городское поселение город Томмот». В 1978-2005 годах 
рабочий посёлок.

## География
Расположено на юге республики, в пределах Алданского щита, на правом берегу реки Большой Ыллымах.

## История
Посёлок возник в 1942 году в связи с началом разработок месторождений слюды.
Отнесён к категории рабочих посёлков в 1978 году.
Постановлением Государственного Собрания Якутии от 16 июня 2005 ГС № 1120-III преобразован в сельский населённый пункт.
Согласно Закону Республики Саха (Якутия) от 30 ноября 2004 года № 173-З № 353-III посёлок вошёл  в образованное муниципальное образование «Городское поселение город Томмот».

## Население
| 1979 | 1989  | 2002 | 2010 | 2021 |
| ---- | ----- | ---- | ---- | ---- |
| 1923 | ↘1613 | ↘500 | ↘472 | ↘326 |